# Zutphen
Zutphen este un oraș în provincia Gelderland, Țările de Jos, fost oraș al Ligii Hanseatice.

## Localități componente
Zutphen, Warnsveld, Warken.

## Orașe înfrățite
- Satu Mare, România
- Tartu, Estonia
- Shrewsbury, Regatul Unit
- Villa Sandino, Nicaragua
- Horstmar, Germania